# Unterzug (Bauwesen)

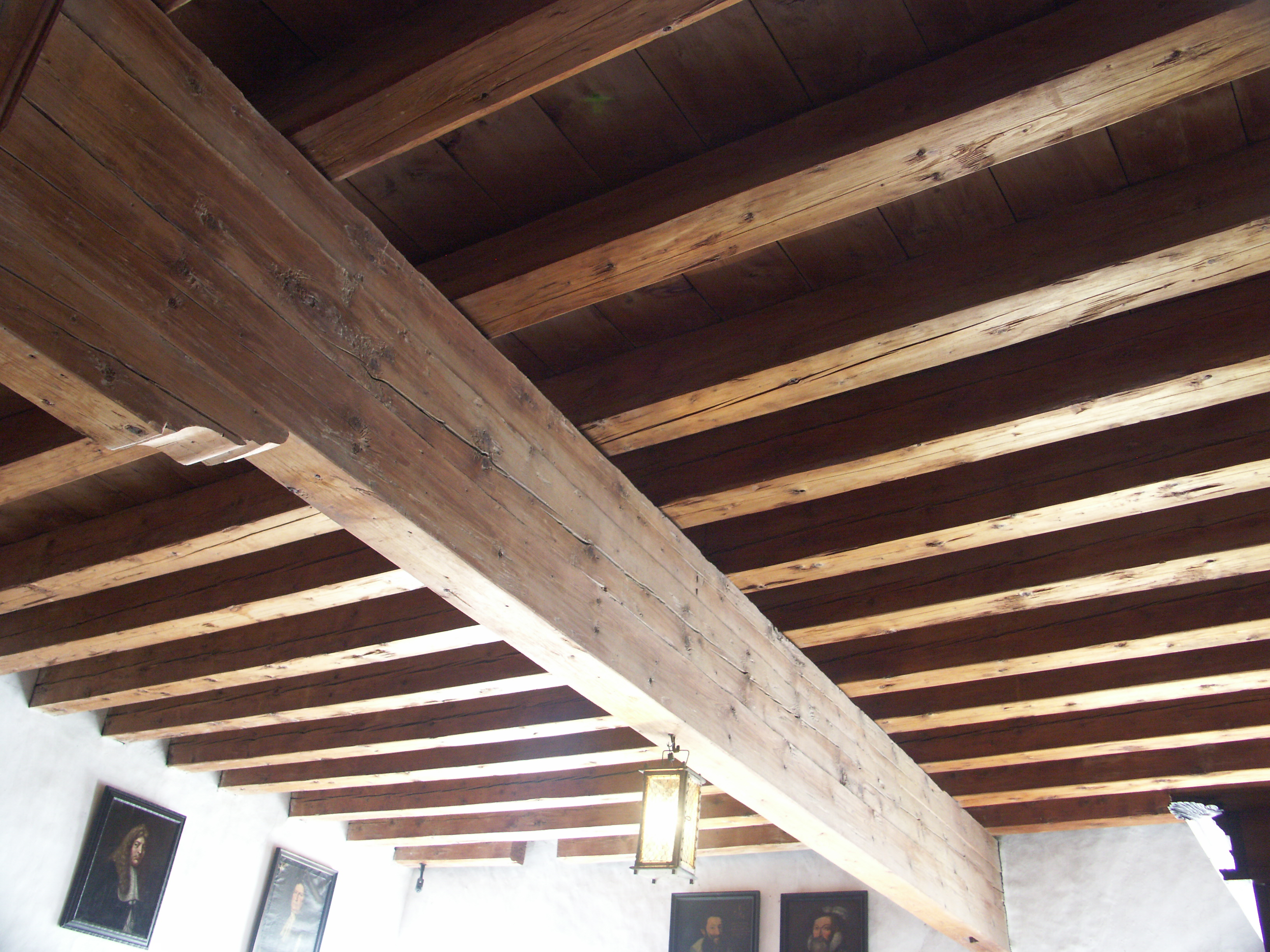
Hölzerner Unterzug (Schloss Werdenberg)

Ein Unterzug (auch Unterzugsbalken, Unterträger) ist in der Bautechnik ein Entlastungsträger unter einer Decke, der die Last einer Decke aufnimmt und auf andere Bauteile ableitet. Tragkraft und Spannweite einer Decke können auf diese Weise erhöht werden.

## Baustatische Funktion und Verwendung
Unterzüge vergrößern die Deckenspannweite und schaffen so größere Räume. Sie werden unter anderem zur Konstruktion großer Hallen mit ebenen Decken eingesetzt.
Im Gegensatz zum unter einer Decke angebrachten Unterzug, wird der Überzug über einer Decke verlegt und die Decke daran aufgehängt. Auch so können größere Deckenspannweiten erzielt werden.
Unterzüge waren in der historischen Architektur aus besonders starken Hölzern hergestellt; sie erfüllen neben der tragenden Funktion auch eine gestalterische Funktion.
Sie bestehen heutzutage meist aus Stahlbeton, Stahl, oder auch Brettschichtholz. Unterzüge aus Stahlbeton werden in der Regel vor Ort eingeschalt, mit Betonstahl bewehrt und anschließend betoniert. Ein Aufbau mit Fertigteilen wird meist nur bei größeren Industrie- oder Gewerbebauten ausgeführt. Stahlträger werden mit Anschlussbewehrung versehen und meist als Unterzug oder deckengleicher Unterzug verwendet. Die Anschlussbewehrung wird durch gebohrte Löcher im Trägersteg geführt oder alternativ angeschweißt.
In der Altbausanierung werden Unterzüge häufig nachträglich eingefügt zur baustatischen Ertüchtigung von Decken.

### Sonderfall deckengleicher Unterzug
Neben sichtbaren Unterzügen gibt es im Betonbau so genannte deckengleiche Unterzüge, bei denen zusätzliche Längsbewehrung im Bereich des Trägers in die Betonplatte integriert werden. Die Unterseiten des Unterzuges und der zu tragenden Platte gehen somit nahtlos ineinander über. Im Bereich der verstärkten Biegebewehrung erfüllt die Platte die Anforderungen eines konventionellen Unterzuges. Gründe für deren Planung und Verwendung sind ästhetischer Art, daneben auch der geringere Schalungsaufwand.

## Bilder

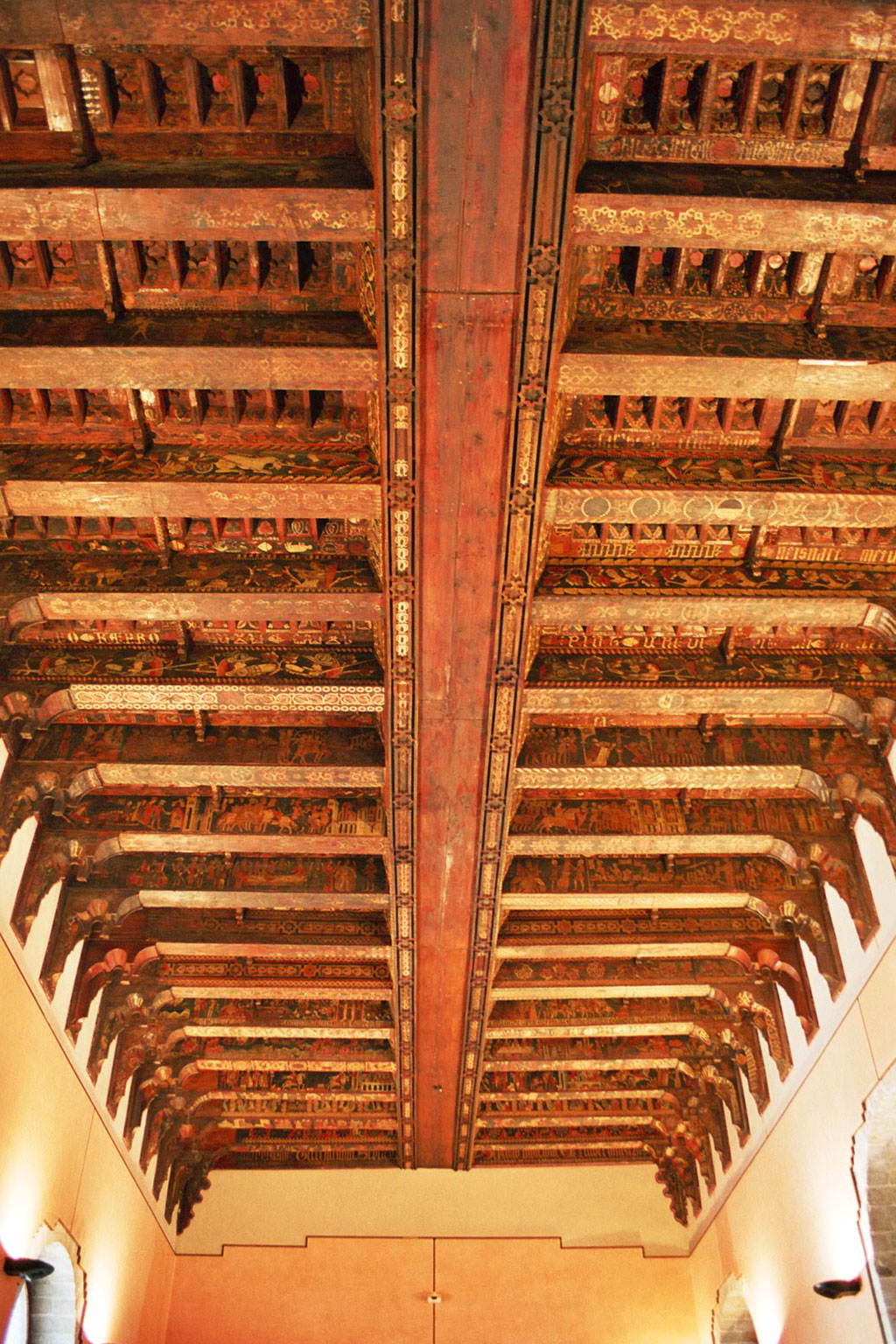
Unterzug im Palazzo Chiaramonte, Palermo
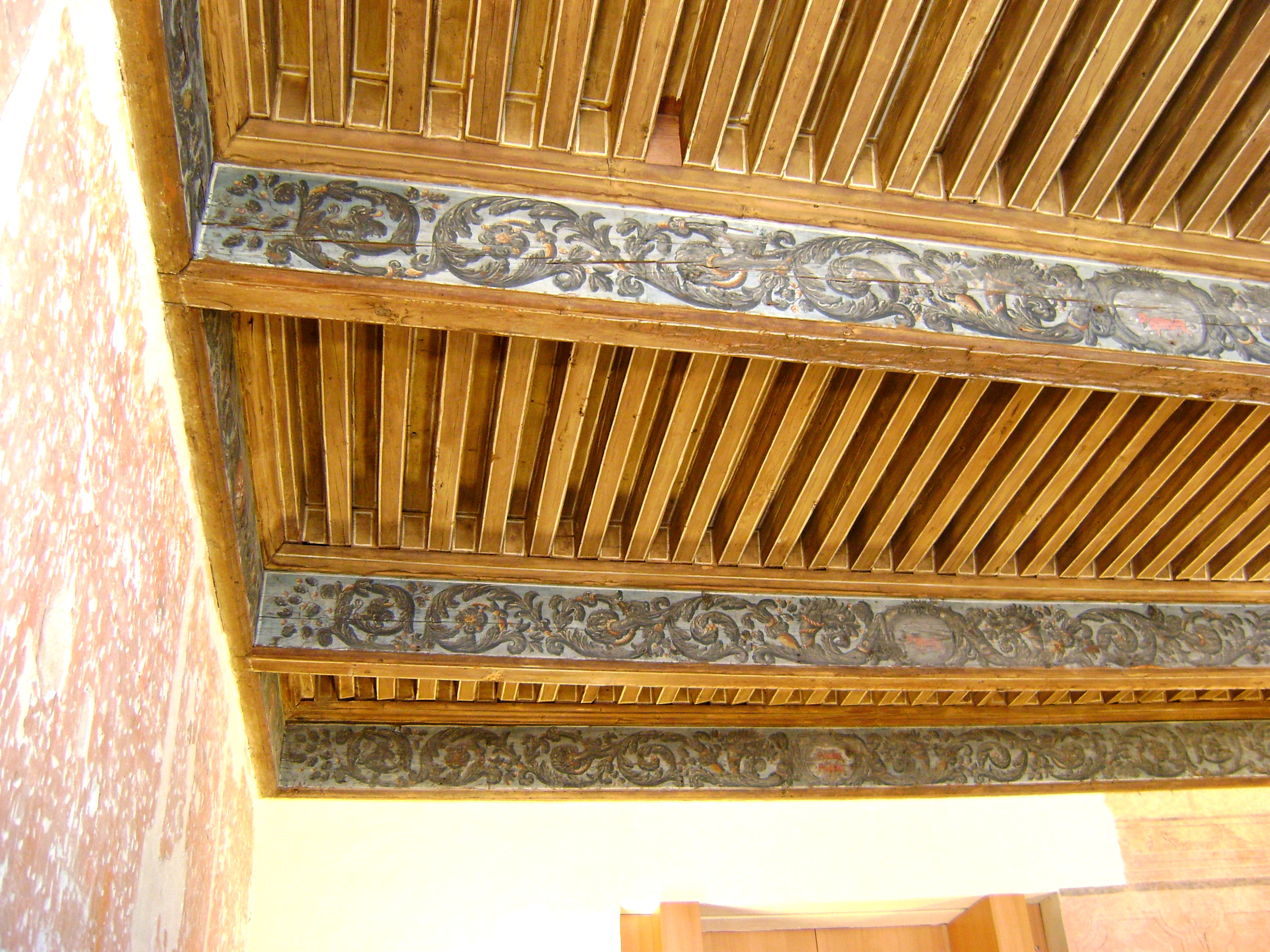
Bemalte Holzunterzüge (Hôtel des chevaliers de Saint-Jean de Jérusalem, Toulouse)
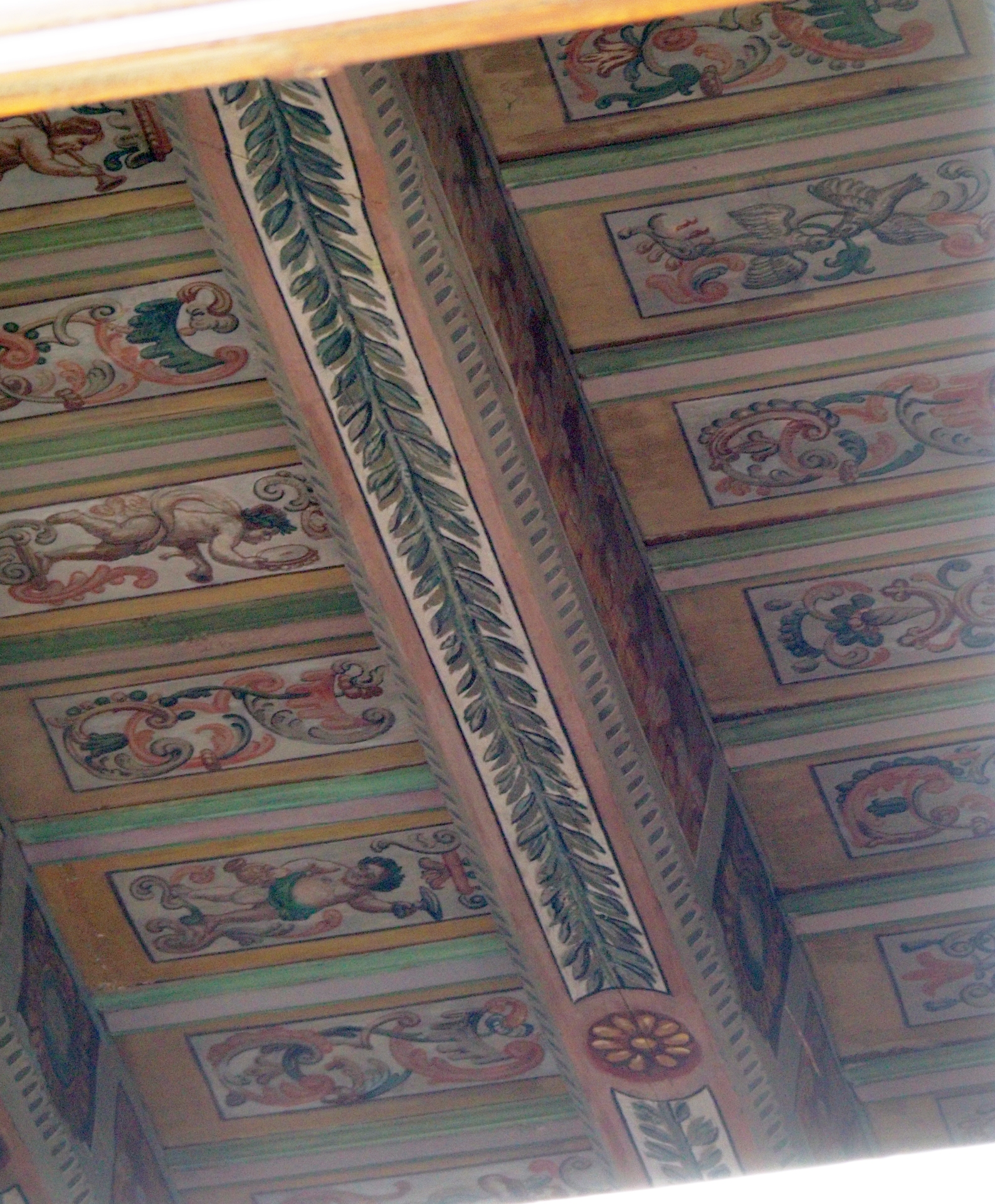
Unterzug einer bemalken Holzbalkendecke (Prag)
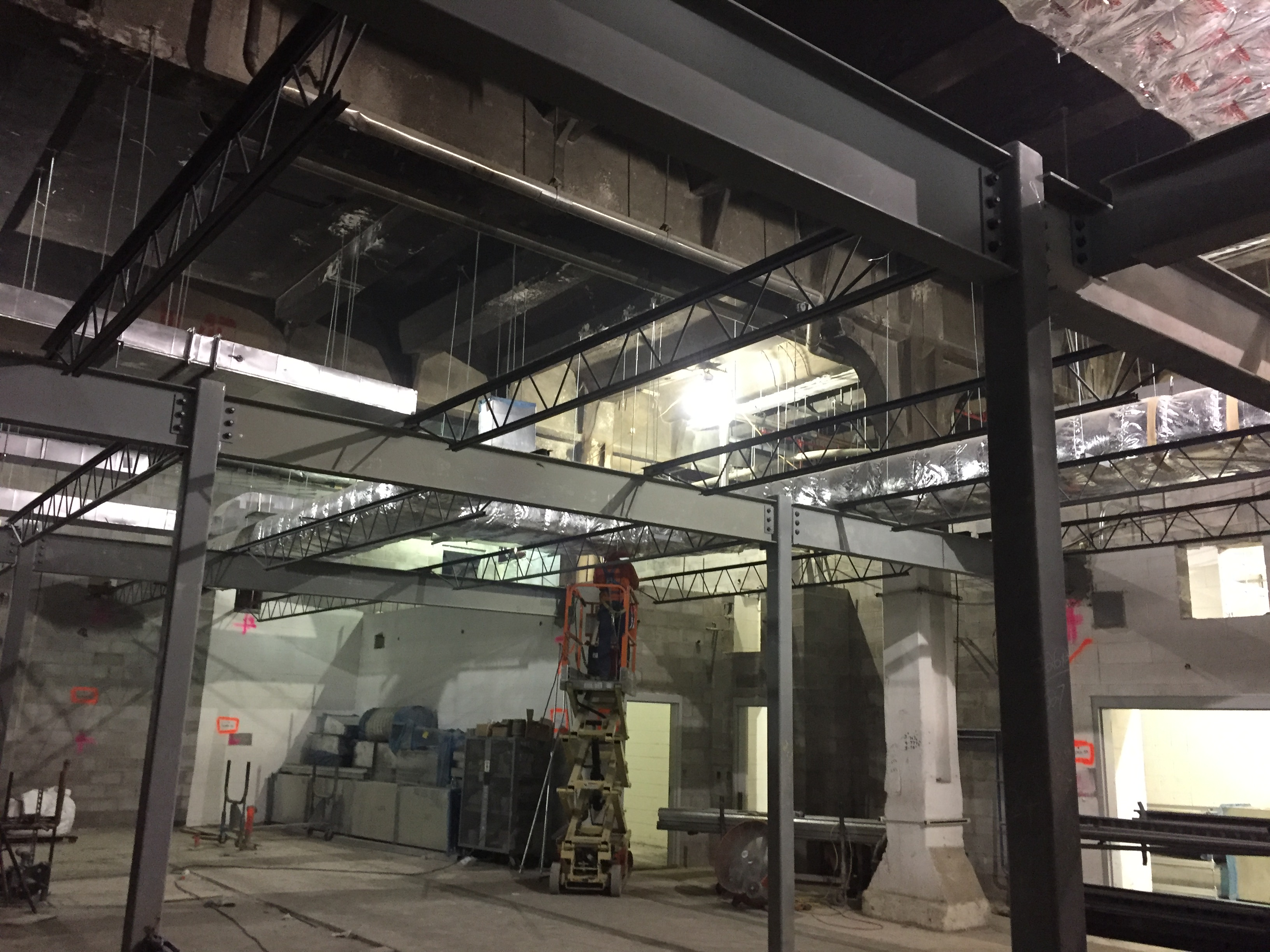
Drei stählerne Unterzüge
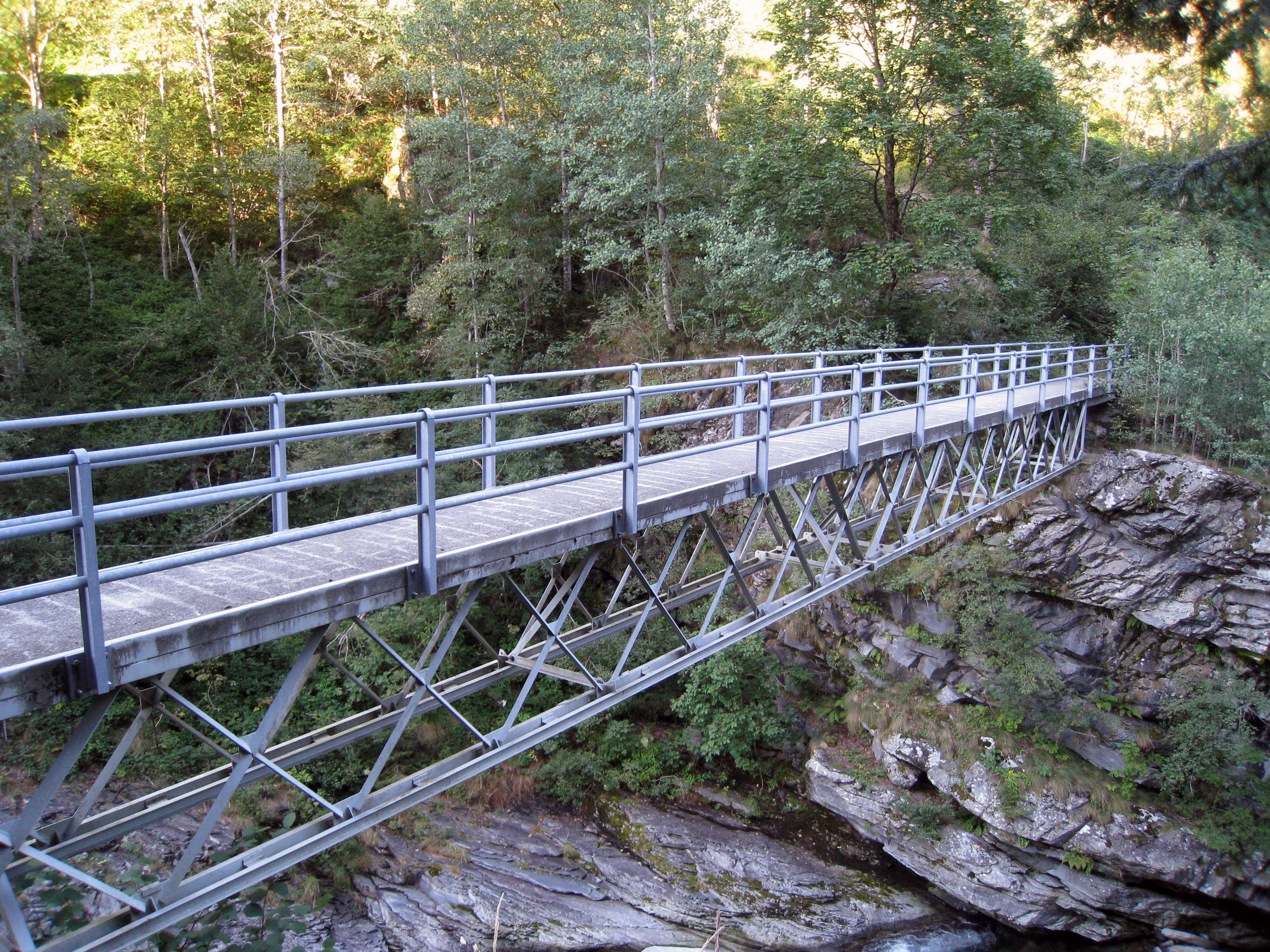
Fachwerk-Unterzug einer Stahlträger-Fußgängerbrücke zwischen Italien und der Schweiz bei den Bagni di Craveggia
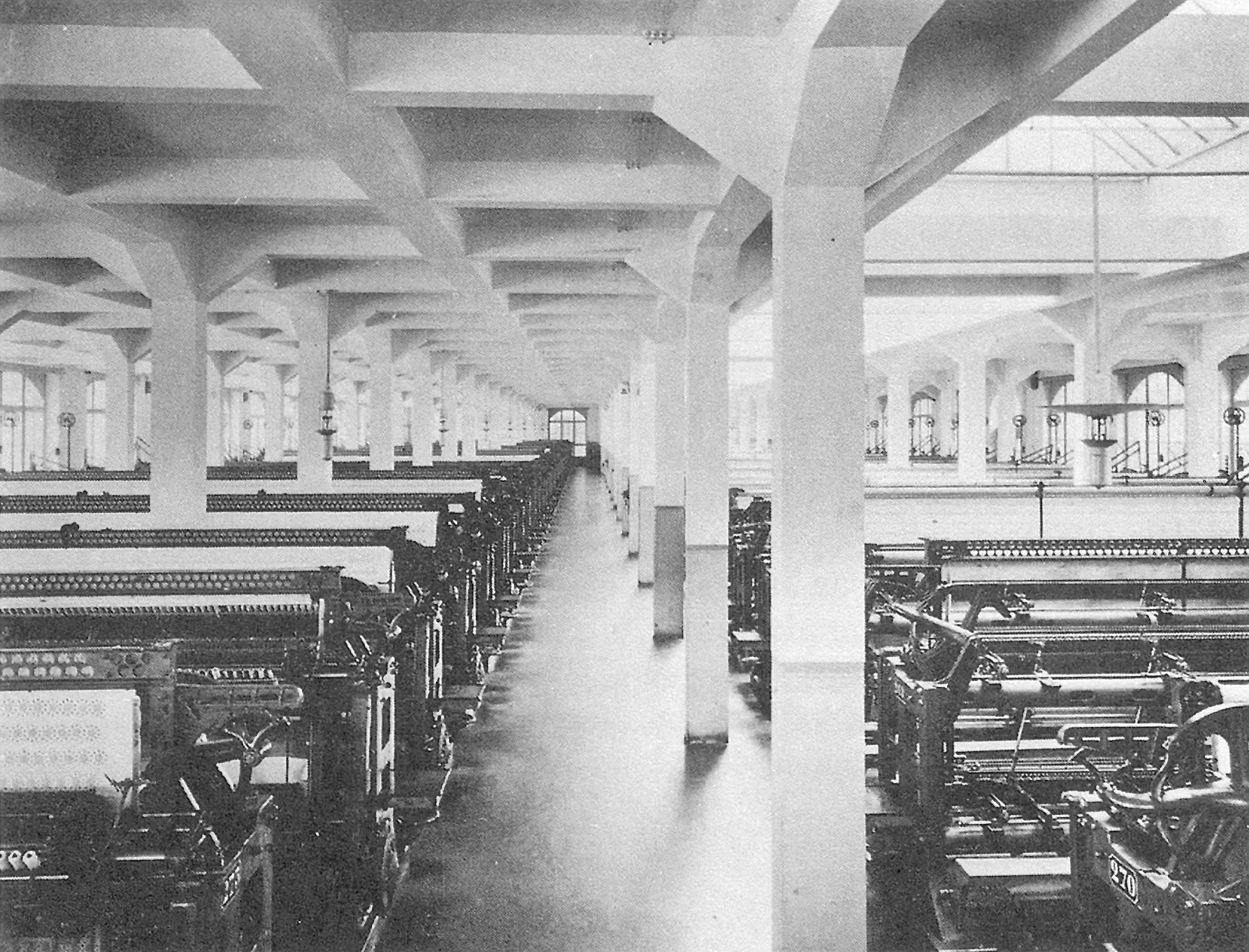
Betonunterzüge einer Betondecke (Arbon)